# Jean-Pierre Van Oostveen
Pour les articles homonymes, voir Oostveen.
Jean-Pierre Van Oostveen est un architecte belge de la fin du XIXe siècle et du début du XXe siècle, adepte de l'Art nouveau à Bruxelles.

## Style
Jean-Pierre Van Oostveen fait partie de la deuxième génération d'architectes "Art nouveau géométrique", tendance initiée par Paul Hankar (par opposition à la tendance "Art nouveau floral" initiée par Victor Horta : voir Art nouveau en Belgique).

## Réalisations remarquables
On retiendra de Jean-Pierre Van Oostveen l'ensemble de six maisons de style Art nouveau géométrique qu'il construisit à la chaussée de Waterloo en 1901 : cet ensemble a été classé le 12 mai 2008.

## Immeubles de style "Art nouveau géométrique"
- 1901 : rue Moris, 62
- 1901 : rue du Portugal, 36
- 1901 : chaussée de Waterloo, 246
- 1901 : chaussée de Waterloo, 248
- 1901 : chaussée de Waterloo, 250 (sgraffite et vitrail)
- 1901 : chaussée de Waterloo, 252 (vitrail)
- 1901 : chaussée de Waterloo, 254 (vitrail)
- 1901 : chaussée de Waterloo, 256 (sgraffite)